# Hoffmannseggia oxycarpa
Hoffmannseggia oxycarpa är en ärtväxtart som beskrevs av Asa Gray. Hoffmannseggia oxycarpa ingår i släktet Hoffmannseggia och familjen ärtväxter.

## Underarter
Arten delas in i följande underarter:
- H. o. arida
- H. o. oxycarpa